# 2005-ös UNCAF-nemzetek kupája (keretek)
Ebben a listában szerepelnek a 2005-ös UNCAF-nemzetek kupája keretei.

## A csoport

### Belize
Szövetségi kapitány:  Anthony Adderly
| Szám | Poszt | Név                | Születési dátum (Kor) | Vál. | Klub              |
| ---- | ----- | ------------------ | --------------------- | ---- | ----------------- |
| 1    | K     | Shane Moody-Orio   | 1980. augusztus 7.    |      | Boca FC           |
| 2    | V     | Albert Thurton     |                       |      | Kulture Yabra FC  |
| 3    | V     | Vallan Symms       |                       |      | Kulture Yabra FC  |
| 4    | V     | Dalton Eiley       |                       |      | Placencia Pirates |
| 5    | KP    | Raúl Celiz         |                       |      | Juventus FC       |
| 6    | KP    | Bernard Linarez    |                       |      | Placencia Pirates |
| 8    | CS    | Giovanni Celize    |                       |      |                   |
| 9    | KP    | Norman Pipersburgh |                       |      | Kulture Yabra FC  |
| 10   | KP    | Harrison Roches    |                       |      | Boca FC           |
| 12   | CS    | Trevor Lennen      |                       |      |                   |
| 14   | KP    | Gilmore Palacio    |                       |      |                   |
| 15   | CS    | Víctor Morales     |                       |      | Boca FC           |
| 17   | KP    | Jorge Dorado       |                       |      |                   |
| 18   | V     | Orland Lyons       |                       |      | Kulture Yabra FC  |
| 19   | V     | Elroy Smith        |                       |      | Print Belize      |
| 20   | V     | Jarbi Álvarez      |                       |      | Kulture Yabra FC  |
| 22   | KP    | Carlos Slusher     |                       |      | Kulture Yabra FC  |
| 25   | K     | Woodrow West       |                       |      | San Isidro Eagles |

### Guatemala
Szövetségi kapitány:  Ramón Maradiaga
| Szám | Poszt | Név                | Születési dátum (Kor) | Vál. | Klub               |
| ---- | ----- | ------------------ | --------------------- | ---- | ------------------ |
| 1    | K     | Miguel Ángel Klée  |                       |      | Cobán Imperial     |
| 2    | V     | Nelson Morales     |                       |      | Cobán Imperial     |
| 6    | V     | Gustavo Cabrera    | 1979. december 13.    |      | CSD Comunicaciones |
| 8    | KP    | Gonzalo Romero     |                       |      | CSD Municipal      |
| 9    | KP    | Carlos Castillo    |                       |      | CSD Municipal      |
| 10   | CS    | Edwin Villatoro    |                       |      | CD Suchitepéquez   |
| 11   | KP    | Guillermo Ramírez  | 1978. március 26.     |      | CSD Municipal      |
| 12   | KP    | Carlos Figueroa    |                       |      | CSD Municipal      |
| 13   | V     | Néstor Martínez    |                       |      | CSD Comunicaciones |
| 14   | KP    | Andrés Rivera      |                       |      | Club Xelajú MC     |
| 15   | CS    | Juan Carlos Plata  | 1971. január 1.       |      | CSD Municipal      |
| 16   | CS    | José Zacarias      |                       |      | Club Xelajú MC     |
| 18   | KP    | Carlos Quiñónez    |                       |      | CSD Comunicaciones |
| 23   | CS    | Hernán Sandoval    |                       |      | CSD Comunicaciones |
| 24   | KP    | Maynor Dávila      |                       |      | Aurora FC          |
| 25   | K     | Paulo César Motta  |                       |      | CSD Municipal      |
| 26   | V     | Ángel Sanabria     |                       |      | Cobán Imperial     |
| 27   | V     | Elton Gerson Brown |                       |      | Deportivo Heredia  |

### Honduras
Szövetségi kapitány:  José de la Paz Herrera
| Szám | Poszt | Név              | Születési dátum (Kor) | Vál. | Klub           |
| ---- | ----- | ---------------- | --------------------- | ---- | -------------- |
| 1    | K     | Víctor Coello    | 1974. április 10.     |      | CD Marathón    |
| 3    | V     | Astor Henriquez  |                       |      | Universidad    |
| 5    | V     | Milton Reyes     | 1974. május 2.        |      | CD Motagua     |
| 6    | V     | Sergio Mendoza   |                       |      | Real CD España |
| 8    | KP    | Wilson Palacios  | 1984. július 29.      |      | CD Olímpia     |
| 9    | CS    | Luis Ramírez     |                       |      | CD Victoria    |
| 10   | CS    | Wilmer Velasquez | 1972. április 28.     |      | CD Olímpia     |
| 11   | CS    | Milton Núñez     | 1972. november 30.    |      | CD Marathón    |
| 12   | KP    | Elkin González   |                       |      | Real CD España |
| 13   | KP    | Denis Ferrera    |                       |      | CD Marathón    |
| 15   | V     | Darwin Pacheco   |                       |      | CD Marathón    |
| 16   | KP    | Walter Lopez     |                       |      | CD Olímpia     |
| 17   | V     | Erick Vallecillo |                       |      | Real CD España |
| 19   | V     | Mario Berrios    |                       |      | CD Marathón    |
| 20   | V     | Hendry Thomas    |                       |      | CD Olímpia     |
| 22   | K     | Junior Morales   |                       |      | Real CD España |
| 23   | KP    | Iván Guerrero    | 1977. november 30.    |      | Chicago Fire   |
| 24   | V     | Carlos Morán     |                       |      | CD Victoria    |

### Nicaragua
Szövetségi kapitány:  Marcelo Zuleta
| Szám | Poszt | Név                   | Születési dátum (Kor) | Vál. | Klub               |
| ---- | ----- | --------------------- | --------------------- | ---- | ------------------ |
| 1    | K     | Denis Espinoza        |                       |      | Diriangén FC       |
| 2    | V     | Hevel Quintanilla     |                       |      | Diriangén FC       |
| 3    | V     | Ezequiel Luna         |                       |      | Deportivo Masatepe |
| 4    | V     | Elvis Balladares      |                       |      | Deportivo Masatepe |
| 5    | V     | Juan Carlos Vilchez   |                       |      | Diriangén FC       |
| 6    | V     | Carlos Alonso         |                       |      | Real Estelí        |
| 7    | KP    | Tyron Acevedo         |                       |      | Diriangén FC       |
| 8    | KP    | Franklin López        |                       |      | Diriangén FC       |
| 9    | KP    | Sergio Iván Rodríguez |                       |      | Real Estelí        |
| 10   | KP    | Milton Bustos         |                       |      | Diriangén FC       |
| 11   | CS    | Rudel Calero          |                       |      | Real Estelí        |
| 12   | CS    | Armando Ismael Reyes  |                       |      | Diriangén FC       |
| 13   | CS    | Miguel Ángel Sánchez  |                       |      | Diriangén FC       |
| 14   | V     | Eustace Martin        |                       |      | Parmalat FC        |
| 15   | V     | Jaime Raúl Ruíz       |                       |      | Real Estelí        |
| 16   | KP    | Mario Acevedo         |                       |      | CSD Municipal      |
| 17   | V     | Silvio Avilés         |                       |      | Diriangén FC       |
| 25   | K     | Carlos Mendieta       |                       |      | Parmalat FC        |

## B csoport

### Costa Rica
Szövetségi kapitány:  José Luis Pinto
| Szám | Poszt | Név                   | Születési dátum (Kor) | Vál. | Klub                    |
| ---- | ----- | --------------------- | --------------------- | ---- | ----------------------- |
| 1    | K     | Donny Grant           |                       |      | Municipal Pérez Zeledón |
| 3    | V     | Michael Umaña         |                       |      | Club Sport Herediano    |
| 4    | V     | Alexander Castro      |                       |      | LD Alajuelense          |
| 6    | KP    | Danny Fonseca         |                       |      | CS Cartaginés           |
| 7    | CS    | Jhonny Cubero         |                       |      | Comunicaciones          |
| 8    | V     | Berny Peña            |                       |      | Brujas FC               |
| 10   | KP    | Alonso Solís          |                       |      | Deportivo Saprissa      |
| 11   | KP    | Jafet Soto            |                       |      | Club Sport Herediano    |
| 12   | V     | Roy Miller            |                       |      | CS Cartaginés           |
| 13   | KP    | Géiner Segura         |                       |      | Municipal Pérez Zeledón |
| 14   | KP    | Christián Badilla     |                       |      | Club Sport Herediano    |
| 15   | V     | Junior Díaz           |                       |      | Club Sport Herediano    |
| 17   | CS    | Ever Alfaro           |                       |      | Municipal Pérez Zeledón |
| 18   | K     | José Francisco Porras |                       |      | Deportivo Saprissa      |
| 19   | KP    | Roy Myrie             |                       |      | LD Alajuelense          |
| 20   | V     | Douglas Sequeira      |                       |      | Deportivo Saprissa      |
| 21   | CS    | Whayne Wilson         |                       |      | Brujas FC               |
| 22   | CS    | Erick Scott           |                       |      | LD Alajuelense          |

### Salvador
Szövetségi kapitány:  Carlos Cavagnaro
| Szám | Poszt | Név                   | Születési dátum (Kor) | Vál. | Klub                |
| ---- | ----- | --------------------- | --------------------- | ---- | ------------------- |
| 1    | K     | Misael Álvaro Alfaro  |                       |      | Alianza FC          |
| 2    | V     | José Rafael Tobar     |                       |      | ADFA La Paz         |
| 3    | V     | Marvin René González  |                       |      | Club Deportivo FAS  |
| 4    | V     | Marvin Benítez        |                       |      | CD Águila           |
| 5    | V     | Víctor Velásquez      |                       |      | Club Deportivo FAS  |
| 6    | V     | Erick Dowson Prado    |                       |      | AD Isidro Metapán   |
| 7    | KP    | Cristián Álvarez      |                       |      | Club Deportivo FAS  |
| 8    | KP    | Emerson Umaña         |                       |      | Club Deportivo FAS  |
| 9    | CS    | Juan Alexander Campos |                       |      | CD Águila           |
| 12   | V     | Denis Umanzor         |                       |      | CD Águila           |
| 13   | KP    | Dennis Alas           |                       |      | San Salvador FC     |
| 14   | CS    | Rudis Corrales        |                       |      | CD Águila           |
| 15   | V     | Alexander Escobar     |                       |      | AD Isidro Metapán   |
| 16   | KP    | Isaac Zelaya          |                       |      | CD Luis Angel Firpo |
| 18   | KP    | Gilberto Murgas       |                       |      | Club Deportivo FAS  |
| 19   | V     | Alfredo Pacheco       |                       |      | Club Deportivo FAS  |
| 23   | CS    | José Orlando Martínez |                       |      | CD Luis Angel Firpo |
| 25   | K     | Noel Rivera           |                       |      | CD Águila           |

### Panama
Szövetségi kapitány:  José Hernández
| Szám | Poszt | Név                   | Születési dátum (Kor) | Vál. | Klub              |
| ---- | ----- | --------------------- | --------------------- | ---- | ----------------- |
| 1    | K     | Donaldo González      |                       |      | CD Marathón       |
| 2    | V     | Joel Solanilla        |                       |      | Plaza Amador      |
| 3    | V     | Luis Moreno           |                       |      | Tauro FC          |
| 4    | V     | José Anthony Torres   |                       |      | CD Marathón       |
| 5    | V     | Luis Henríquez        |                       |      | CD Árabe Unido    |
| 6    | KP    | Engin Mitre           |                       |      | Plaza Amador      |
| 7    | CS    | Blas Pérez            |                       |      | Deportivo Cali    |
| 8    | KP    | Gabriel Enrique Gómez |                       |      | Tauro FC          |
| 9    | CS    | Jose Luis Garces      |                       |      | San Francisco FC  |
| 10   | KP    | Julio Medina III      |                       |      | CD Águila         |
| 11   | KP    | Amilcar Henríquez     |                       |      | CD Árabe Unido    |
| 12   | K     | Jaime Penedo          |                       |      | CD Árabe Unido    |
| 13   | KP    | Juan Ramón Solís      |                       |      | San Francisco FC  |
| 14   | V     | Armando Gun           |                       |      | San Francisco FC  |
| 15   | CS    | Ricardo Phillips      |                       |      | Tauro FC          |
| 16   | KP    | William Aguilar       |                       |      | Tauro FC          |
| 18   | CS    | Orlando Rodríguez     |                       |      | Deportivo Pereira |
| 20   | V     | Juan Carlos Cubilla   |                       |      | Tauro FC          |

## Külső hivatkozások
- RSSSF Archív